# Mont Foster
Mont Foster är ett berg i Kanada.   Det ligger i provinsen Québec, i den sydöstra delen av landet, 260 km öster om huvudstaden Ottawa. Toppen på Mont Foster är 704 meter över havet, eller 474 meter över den omgivande terrängen. Bredden vid basen är 9,8 km.
Terrängen runt Mont Foster är kuperad västerut, men österut är den platt. Närmaste större samhälle är Lac-Brome, 9,3 km väster om Mont Foster. 
I omgivningarna runt Mont Foster växer i huvudsak lövfällande lövskog. Runt Mont Foster är det mycket glesbefolkat, med 7 invånare per kvadratkilometer.